# Dimorphinoctua goughensis
Dimorphinoctua goughensis là một loài bướm đêm trong họ Noctuidae.